# یورن پدرسن
یورن پدرسن (ژاپنی: ピーダーセン 世穏؛ زادهٔ ۱۲ دسامبر ۱۹۹۷) یک بازیکن فوتبال اهل ژاپن است.
از باشگاه‌هایی که در آن بازی کرده‌است می‌توان به باشگاه ورزشی یوکوهاما اشاره کرد.